# Rina Lazo
Rina Lazo Wasem (Ciudad de Guatemala, Guatemala, 30 de octubre de 1923-Ciudad de México, 1 de noviembre de 2019) fue una pintora guatemalteca parte del movimiento del muralismo mexicano. Además de su obra muralística, realizó obras en formatos más pequeños como lienzos, mismos que han sido expuestos en México y otros países, convirtiéndola en una de las artistas más conocidas de Guatemala.

## Biografía
Nació el 30 de octubre de 1923 en Ciudad de Guatemala, hija de Arturo Lazo y de Melanie Wasem. Estudió en el colegio alemán hasta el bachillerato. Su infancia transcurrió en Cobán, donde mantuvo contacto con el pueblo maya, de ahí que esta cultura se encuentre presente en sus olas obras.
Lazo empezó sus estudios profesionales en arte en la Academia de Bellas Artes (hoy Escuela Nacional de Artes Plásticas Rafael Rodríguez Padilla) en 1944. Durante esa época, trabajó como asistente del artista Julio Urruela, con el que colaboró en los murales en el Palacio Nacional de la Cultura (Guatemala). En 1945, obtuvo una beca del presidente Juan José Arévalo para estudiar arte en México en la Escuela Nacional de Pintura, Escultura y Grabado La Esmeralda, siendo este el motivo por el que salió del país y no la revolución que se estaba dando en ese momento.
Entre los profesores con los que Lazo se formó en "La Esmeralda" se encontraban Carlos Orozco Romero, Jesús Guerrero Galván, Alfredo Zalce, Federico Cantú y Manuel Rodríguez Lozano. No obstante, uno de sus principales maestros, y de quien más tarde se convertiría en su discípula fue Diego Rivera, siendo a través de este último que conoció a la también pintora Frida Kahlo.
Sus primeras obras están fuertemente ligadas con la estética y temáticas presentes en los murales de Rivera. Además, debido a su relación con la pareja de artistas se unió como militante del Partido Comunista Mexicano.
Esta misma cercanía con los Rivera-Kahlo la llevó a conocer a su esposo, Arturo García Bustos, quien era uno de los estudiantes de Frida Kahlo, también conocidos como "Los Fridos". Se casaron en 1949 cuando Lazo tenía veinticuatro años. La pareja se trasladó a Coyoacán a una casa ubicada en el barrio de La Conchita, la cual es conocida como “La casa colorada”. Esta misma residencia en 2006, fue adaptada como galería, está gestionada por la familia de los artistas.

## Carrera

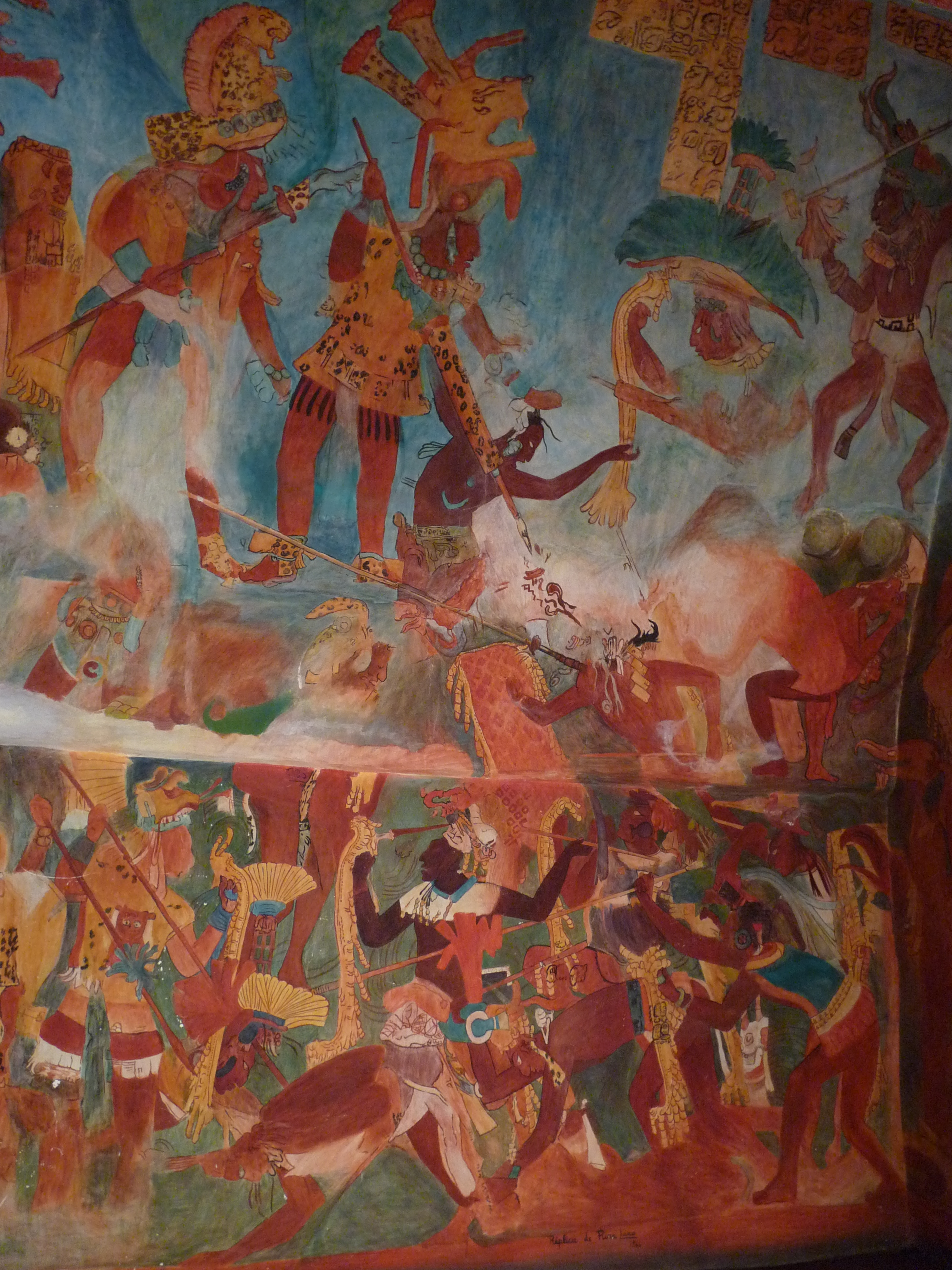
Detalle de la reproducción de los murales de Bonampak

La carrera de Lazo empezó poco después de que ingresó a la Escuela Nacional de Pintura, Escultura y Grabado "La Esmeralda", cuando Diego Rivera la contrató como su asistente en 1947 para trabajar en el mural Sueño de una tarde dominical en la Alameda Central en el Hotel del Prado. En esta colaboración con el muralista, este la consideró como su brazo derecho y su mejor estudiante.
A partir de esa fecha y hasta la muerte del pintor en 1957, Lazo trabajó en un número importante de murales, lo que la dotó de una amplia experiencia en este ámbito. Dentro de este periodo su trabajo se vio reflejado en murales tales como El agua, origen de la vida sobre la tierra (1951) del Cárcamo de Dolores en Chapultepec, el mural La universidad, la familia y el deporte en México del Estadio Olímpico Universitario (1952), el del Hospital La Raza, El pueblo en demanda de salud (Historia de la medicina en México) (1953), y uno en Guatemala, La gloriosa victoria (1954) en el Palacio Nacional de la Cultura. Este último mural generó polémica debido a que escenifica la intervención norteamericana por medio de la guerrilla en Guatemala, misma que desencadenó la caída del gobierno de Jacobo Árbenz.
En su obra individual, Rina Lazo realizó un número importante de murales, frescos, murales en vinilo y estuco en Guatemala así como en varios lugares de México.  Antes de su matrimonio, creó un mural en la Escuela Rural de Temixco en la espera de que el Partido Comunista se reorganizara en Morelos. Su siguiente mural fue Tierra fértil en 1954, basado en escenas de la zona de Tikal en el Museo de la Universidad de San Carlos en Guatemala. Otro trabajo concluido en su tierra natal es Venceremos de 1959, por el que recibió diversos reconocimientos.
En 1964, realizó dos reproducciones de los murales precolombinos en Bonampak. El primero, y el más grande, se encuentra en el Museo Nacional de Antropología en Ciudad de México, a petición de Pedro Ramírez Vázquez. Se trata de una calca realizada directamente de los murales del sitio arqueológico. Este trabajo le dio paso a otro mural en paneles móviles para una compañía de televisión, y tiempo después, esos paneles fueron comprados por la hija de la familia García Lazo para la Galería Casa Colorada.
En 1996, realiza el mural transportable para el Museo de Antropología llamado Venerable Abuelo Maíz, un mural realizado al temple sobre tela con una extensión de 19 metros, este mural exalta la riqueza y legado del pueblo Maya narrado en tres núcleos temáticos, inspirado en el Popol Vuh, desde el mito de la creación, el florecimiento de la cultura maya en torno al maíz, este venerable alimento ancestral, todo esto representado en una nutrida iconografía con el estilo único de Rina Lazo. 
Aunque la pareja García Lazo aprendió con los Rivera-Kahlo, normalmente no trabajan juntos dada la diversidad de intereses que les mueve. Pese a lo anterior, en 1997, trabajó en el diseño y en la realización de un mural transportable de 2,7 por 7 metros llamado Realidad y sueño en el mundo maya. Mágico encuentro entre hombres y dioses, que fue inaugurado en el Hotel Casa Turquesa en Cancún.
Su trabajo en lienzo es menos conocido. Su primera obra premiada fue Por los caminos de la libertad creado en 1944. Sus obras han sido expuestas en Alemania, Austria, Francia, Estados Unidos, México, Guatemala, Corea y otros países. Esa trayectoria la convirtió en la pintora guatemalteca más afamada.
Se desempeñó como profesora de artes en varias instituciones, como la Escuela de Restauración del Instituto Nacional de Bellas Artes o la escuela de Bellas Artes en Oaxaca. También dio clases en la Casa del Lago en Chapultepec y seminarios y talleres en el Museo Nacional de Antropología en Ciudad de México, La casa de la Cultura de Oaxaca, así como en ciudades como Guatemala, Leipzig y Pyong Yang,
A Lazo se la reconoce igual por su trabajo con Rivera que por los trabajos que ella haya hecho. Recibió el premio Emeretisimum de la Facultad de Humanidades de la Universidad de San Carlos de Guatemala.
En 2004, recibió la Orden del Quetzal del gobierno de Guatemala. En 2005, recibió la Medalla de la Paz de su país de origen.  En 2010, recibió un reconocimiento de parte del gobierno de Rumania,
En 1998, Abel Santiago escribió su biografía, Sabiduría de Manos, con textos de Andrés Henestrosa, Henrique González Casanova, María Luisa Mendoza, Otto-Raúl González y Carmen de la Fuente. Tuvo una serie de homenajes en varios lugares tales como el Museo Mural Diego Rivera. La embajada mexicana en Guatemala le rindió tributo con una exposición de los paneles del mural de Bonampak en el Centro Cultural Luis Cardoza y Aragón in 2010.  En 2011 ella y su esposo fueron invitados a Estados Unidos a hablar de su trayectoria con Diego Rivera. Fue integrante del Salón de la Plástica Mexicana de 1964 hasta su muerte.
La artista y profesora falleció en su casa de Coyoacán, Ciudad de México, el 1 de noviembre de 2019 a los 96 años tras sufrir un infarto.
El 15 de agosto de 2024 se instaló de manera permanente en el Museo Palacio de Bellas Artes su último mural Xibalbá, el inframundo de los mayas" (2019).

## Habilidades
Como discípula de Rivera y de Kahlo, Lazo fue parte del muralismo mexicano de la Escuela Mexicana de Pintura. Trabajando con muralistas aprendió que lejos de aislarse debía estar en el centro de las situaciones y observarlas. Otra influencia de Lazo fue uno de sus autores favoritos, Miguel Ángel Asturias, a quien conoció cuando era niña y luego lo reencontró en México.  De hecho, Asturias escribió sobre ella.
Lazo prefirió pintar frescos, pero sus lienzos son reconocidos por su calidad interpretativa, tales como El espejo de mi estudio de 2001 en el que ella se representa en el espejo rodeada de niños.
La opinión de Lazo al respecto de los artistas de hoy en día era que están demasiado comercializados y ya no tan comprometidos con las causas sociales. A pesar de que ya no disfrutaba tanto de la pintura mural como lo hacía antes, Lazo sentía en sus últimos años que el muralismo mexicano era importante y relevante. Ella puntualizaba que además de los como Frida Kahlo y Diego Rivera, todavía existe un reconocimiento internacional por el movimiento. Lazo creía que habrá un regreso a esa forma de arte dadas las implicaciones sociales y políticas que conlleva.